# Jean Maugüé
Jean Maugüé (Cambrai, 15 de setembro de 1904 – 24 de julho de 1990) foi um filósofo e professor francês, chefe da cadeira de Psicologia do curso de Filosofia da FFLCH da Universidade de São Paulo entre 1935 e 1944.
Após cursar a Ecole Normale Supérieure na França, mudou-se para a Alemanha para aperfeiçoar seus estudos filosóficos durante dois anos, tomando-se profundo conhecedor dos filósofos alemães.
Maugüé foi integrante da missão universitária francesa que ajudou a construir a USP. Segundo Antonio Cândido, que foi seu aluno, Maugüé dizia que "O estudante de filosofia deveria concentra-se na leitura de uma obra difícil, lendo, relendo, refletindo sobre cada conceito, esclarecendo cada palavra, até compreendê-la completamente, em todos os níveis". Diferente do outros professores franceses que lecionaram na USP, como Roger Bastide e Claude Lévi-Strauss, Maugüé não chegou a se tornar um  profissional de renome no Brasil e nem mesmo na França.
Em meados de 1944, Maugüé deixou o ensino e o Brasil para se incorporar ao exército do General Charles de Gaulle,
combatendo na África. Por sua bravura recebeu medalha e promoções. Quando terminou a guerra, ele não voltou a lecionar,
entrando para o serviço diplomático francês.